# Chiesa della Visitazione (Torino, Parella)
La Chiesa della Visitazione, conventuale dello scomparso Monastero della Visitazione Santa Maria a Pozzo Strada, è un edificio di culto cattolico nella città di Torino. Si trova in Piazza del Monastero, rientranza di Corso Francia, nel quartiere Parella (nonostante il nome del monastero, il quartiere Pozzo Strada è dall’altro lato del corso). La Visitazione, parrocchia, fa parte dell’Arcidiocesi di Torino.
Afferisce alla struttura la Comunità Locale dei Missionari di Nostra Signora di La Salette.

## Storia
Nel 1871, il locale Ordine della Visitazione di Santa Maria (espropriato dalla secentesca Chiesa della Visitazione prima, e dalla Chiesa di Santa Chiara poi) acquistò un terreno sulla strada per la Francia. Ivi cominciò l’edificazione del monastero, che si concluse nel 1904 (anno in cui prese invece il via quella riguardante la chiesa, il cui progetto era del 1887).
Durante la Grande guerra, alcuni ambienti del monastero vennero sequestrati per essere riconvertiti a caserma. Il 28 ottobre 1938 i militari se ne andarono, ed il cardinale Maurilio Fossati riconsacrò al culto.
Nell’autunno del 1942, chiesa e monastero furono colpiti dai bombardamenti. Lievemente danneggiata la prima, il secondo riportò disastri.
Nel 1970 l’Ordine visitandino si trasferì a Moncalieri, il monastero (alienato) venne demolito, e la chiesa fu consegnata all’Opera Torino Chiese.
Il 1º novembre 1971, a nome del cardinale Michele Pellegrino, il monsignor Livio Maritano istituì la parrocchia.
Nel 1996, un restauro vide l’adeguamento liturgico del presbiterio. L’8 marzo di quell’anno, il vescovo ausiliare monsignor Pier Giorgio Micchiardi benedisse una Via Crucis in terracotta; il 31 maggio, nella festa della Visitazione, il vescovo di Fossano monsignor Natalino Pescarolo benedisse il battistero; per ultimo il 28 ottobre, in occasione del venticinquesimo anniversario parrocchiale, il cardinale Giovanni Saldarini (arcivescovo di Torino) consacrò un nuovo altare.

## Descrizione
Gli esterni sono in muratura intonacata ocra, decorati con pietra.
Un campanile a pianta quadrata e cella campanaria ottagonale si innesta in corrispondenza dell’asse centrale.
Il sagrato è delimitato dalle mura della struttura conventuale originaria, di cui è rimasta inoltre la cancellata in ferro battuto.
La lunetta è impreziosita da un mosaico variopinto che mostra una Visitazione, la stessa raffigurata sulla tela di uno degli altari.
L’interno presenta una pianta centrale a croce greca, e si articola in un corpo centrale ottagonale (la cui volta, a padiglione, è frazionata in otto spicchi), una bussola, 4 bracci a pianta quadrata, due "cappelle" laterali (con volta a botte) ed un presbiterio (con volta a crociera, interrotta dall’arco della cupola) in capocroce.
Gli altari, in marmo, risalgono al 1742, poiché progettati da Bernardo Antonio Vittone per la chiesa del Convento di Santa Chiara (precedente casa delle visitandine); traslocati qui dall’edificio religioso in questione sono presenti anche delle tele (tra le quali la succitata) di valore artistico, e un organo sempre del ‘700, in legno dorato.